# Corydalis radicans
Corydalis radicans är en vallmoväxtart som beskrevs av Hand.-mazz.. Corydalis radicans ingår i släktet nunneörter, och familjen vallmoväxter. Inga underarter finns listade i Catalogue of Life.